# Dean Shiels
Dean Andrew Shiels (Magherafelt, Irlanda del Norte, 1 de febrero de 1985) es un exfutbolista norirlandés.

## Selección nacional
Fue internacional con la selección de fútbol de Irlanda del Norte. Jugó 14 partidos internacionales.

## Clubes

### Como jugador
| Club                 | País              | Año       |
| -------------------- | ----------------- | --------- |
| Hibernian            | Escocia           | 2004-2009 |
| Doncaster Rovers     | Inglaterra        | 2009-2011 |
| Kilmarnock           | Escocia           | 2011-2012 |
| Rangers              | Escocia           | 2012-2016 |
| Dundalk              | Irlanda           | 2016      |
| FC Edmonton          | Canadá            | 2017      |
| Dunfermline Athletic | Escocia           | 2017-2018 |
| Derry City           | Irlanda           | 2018-2019 |
| Coleraine            | Irlanda del Norte | 2019      |

### Como entrenador
| Club             | País              | Año       |
| ---------------- | ----------------- | --------- |
| Dungannon Swifts | Irlanda del Norte | 2021-2023 |

## Palmarés

### Campeonatos nacionales
| Título                     | Club          | País    | Año  |
| -------------------------- | ------------- | ------- | ---- |
| Copa de la Liga de Escocia | Kilmarnock FC | Escocia | 2012 |